# Section 25
Section 25 är en brittisk musikgrupp bildad i Blackpool 1978 av bröderna Larry och Vin Cassidy.
Section 25 upptäcktes av Joy Division och utgav fyra album på Factory Records mellan 1980 och 1986. Det första Always Now, producerad av Martin Hannett, kombinerar en postpunkstil med luftig psykedelia. Det tredje From the Hip, producerad av New Orders Bernard Sumner, utforskar elektronisk musik och gav gruppen en technohit med låten "Looking From the Hilltop".
Efter ett längre uppehåll återkom gruppen 2007 med albumet Part-Primitiv och turnerade i Europa och USA. 2009 utkom deras sjätte album Nature + Degree där gruppen utökats med Beth Cassidy (sång, keyboards). Grundaren Larry Cassidy avled 2010. Därefter har Section 25 varit fortsatt aktiva med skivutgivningar och turnéer. År 2014 hyllades Section 25 i tidningen The Guardian som Storbritanniens bästa "nya/gamla band".

## Diskografi
Album
- 1981: Always Now
- 1982: The Key of Dreams
- 1984: From the Hip
- 1988: Love & Hate
- 2007: Part-Primitiv
- 2009: Nature + Degree
- 2010: Retrofit
- 2013: Dark Light
- 2018: Elektra